# ماثيو سوير
ماثيو سوير (بالإنجليزية: Mathew Sawyer)‏ هو موسيقي بريطاني، ولد في 1977.